# Шанешкино
Шанешкино (мар. Шайышкан) — деревня в Советском районе Республики Марий Эл. Входит в состав Кужмаринского сельского поселения.

## География
Находится в центральной части республики Марий Эл на расстоянии приблизительно 17 км по прямой на север от районного центра посёлка Советский.

## История
Известна с 1836 года, когда здесь был 21 дом, проживали 127 человек. В 1898 году в деревне было 32 хозяйства и 256 жителей, в 1905 35 и 249 соответственно, в 1922 году 50 и 240. С 1968 года до 1996 года у деревни находилась боевая ракетная точка с взлётно-посадочной площадкой для вертолёта. В советское время работал колхоз имени Калинина.

## Население
Население составляло 43 человека (мари 72 %, русские 28 %) в 2002 году, 42 в 2010.